# Schoffelmachine

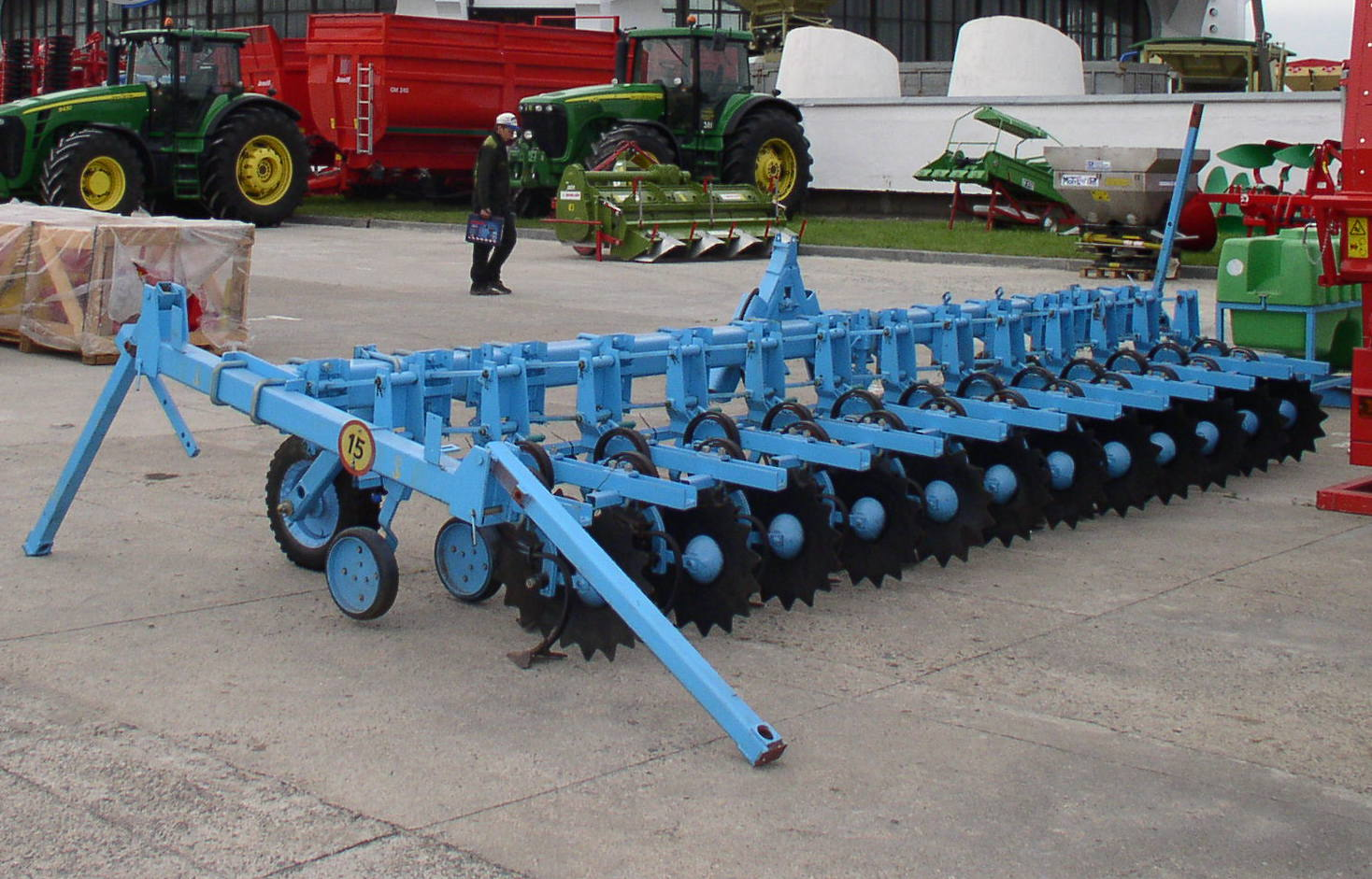
Een schoffelmachine

Een schoffelmachine is een machine die gebruikt wordt door een akkerbouwer, groenteteler of boomteler om zijn gewassen op een mechanische manier onkruidvrij te houden.
De schoffelmachine is voorzien van schoffelmessen, die het onkruid afsnijden tegen de grond. Een aanvullende bewerking zoals een ganzevoet die al dan niet aan triltanden vastzit, zorgt ervoor dat de wortels van het onkruid losgewoeld worden. Voor het verwijderen van onkruid dat in de rij staat, worden vingerwieders en/of torsiewieders gebruikt. Ook zijn er machines met wiedeg-elementen, kooirollen of met zogenaamde octopussen.
Schoffelmachines kunnen 4, 6, 8, of 12 rijen in één werkgang schoffelen. Machines die breder zijn dan 3 meter hebben een hydraulisch inklapsysteem voor het transport over de weg.
Voor het bestrijden van onkruid in de rij gebruikt men ook aanaarders, die het onkruid met een laagje grond bedekken.
Tegelijk met het schoffelen kan men met sommige machines ook kunstmest geven of een chemische onkruidbestrijding uitvoeren voor het onkruid in de rij.
Meestal is het noodzakelijk om chemische bestrijding te combineren met mechanische bestrijding, al dan niet in één werkgang, om eventuele schade door onkruid beperkt te houden. De tractor kan in dat geval voorzien worden van cultuurbanden of spuitbanden. Het effect van mechanische onkruidbestrijding is sterk afhankelijk van het weer. Men moet hiermee rekening houden bij de planning.
Er is een groeiend gebruik van gps-besturing op machines. Ook voor de biologische teelt is dit van belang omdat hiermee schoffel- en andere bewerkingen met zeer grote nauwkeurigheid en snelheid kunnen plaatsvinden, soms in combinatie met een werktuigdrager voor optimale bestuurbaarheid en zichtbare controle.